# Gleditsia amorphoides
Gleditsia amorphoides là một loài thực vật có hoa trong họ Đậu. Loài này được (Griseb.) Taub. miêu tả khoa học đầu tiên.